# Грем (округ, Північна Кароліна)
35°21′ пн. ш. 83°50′ зх. д. / 35.35° пн. ш. 83.83° зх. д.
Округ Грем (англ. Graham County) — округ (графство) у штаті Північна Кароліна, США. Ідентифікатор округу 37075.

## Історія
Округ утворений 1872 року.

## Демографія
За даними перепису
2000 року
загальне населення округу становило 7993 осіб, усе сільське.
Серед мешканців округу чоловіків було 3900, а жінок — 4093. В окрузі було 3354 домогосподарства, 2411 родин, які мешкали в 5084 будинках.
Середній розмір родини становив 2,82.
Віковий розподіл населення поданий у таблиці:
| Стать    | До 15 років | 15-21 | 22-29 | 30-39 | 40-49 | 50-65 | 65-85 | Понад 85 |
| -------- | ----------- | ----- | ----- | ----- | ----- | ----- | ----- | -------- |
| Чоловіки | 754         | 323   | 344   | 525   | 551   | 806   | 544   | 53       |
| Жінки    | 700         | 328   | 315   | 530   | 545   | 836   | 723   | 116      |

## Виноски
1. ↑  U.S. Decennial Census. United States Census Bureau. Архів оригіналу за 26 квітня 2015. Процитовано 17 січня 2015.
2. ↑  Historical Census Browser. University of Virginia Library. Архів оригіналу за 11 серпня 2012. Процитовано 17 січня 2015.
3. ↑  Forstall, Richard L., ред. (27 березня 1995). Population of Counties by Decennial Census: 1900 to 1990. United States Census Bureau. Архів оригіналу за 3 березня 2015. Процитовано 17 січня 2015.
4. ↑  Census 2000 PHC-T-4. Ranking Tables for Counties: 1990 and 2000 (PDF). United States Census Bureau. 2 квітня 2001. Архів оригіналу (PDF) за 18 грудня 2014. Процитовано 17 січня 2015.
5. ↑  State & County QuickFacts. United States Census Bureau. Архів оригіналу за 6 червня 2011. Процитовано 19 жовтня 2013.(англ.) Наведено за англійською вікіпедією.
6. ↑  American FactFinder. Бюро перепису населення США. Архів оригіналу за 21 травня 2008. Процитовано 31 січня 2008.

| США | Це незавершена стаття з географії США. Ви можете допомогти проєкту, виправивши або дописавши її. |